# ان‌جی‌سی ۷۶۴۰
ان‌جی‌سی ۷۶۴۰ (انگلیسی: NGC 7640) نام یک کهکشان مارپیچی میله‌ای در صورت فلکی آندرومدا است.